# Saison 4 de 9-1-1: Lone Star
Chronologie
Saison 3 Saison 5
Cet article présente la quatrième saison de la série télévisée américaine 9-1-1: Lone Star.

## Généralités
- Aux États-Unis, cette saison est diffusée depuis le 24 janvier 2023 sur le réseau Fox[1], et en simultané au Canada sur le réseau CTV[2]
- En France, cette saison sera disponible à partir du 26 juillet 2023 sur Disney+.

## Distribution

### Acteurs principaux
- Rob Lowe (VF : Bruno Choël) : Owen Strand
- Ronen Rubinstein (VF : Jim Redler) : Tyler Kennedy « TK » Strand
- Sierra McClain (VF : Déborah Claude) : Grace Ryder
- Jim Parrack (VF : Raphaël Cohen) : Judson « Judd » Ryder
- Natacha Karam (VF : Alice Taurand) : Marjan Marwani
- Brian Michael Smith (VF : Mike Fédée) : Paul Strickland
- Rafael Silva (VF : Julien Allouf) : Carlos Reyes
- Julian Works (VF : Jonathan Gimbord) : Mateo Chavez
- Gina Torres (VF : Annie Milon) : Tommy Vega
- Brianna Baker (VF : Soleïma Arabi) : Nancy Gillian
- Kelsey Yates (VF : Clotilde Verry) : Isabella « Izzy » Vega
- Skyler Yates (VF : Clotilde Verry) : Evie Vega

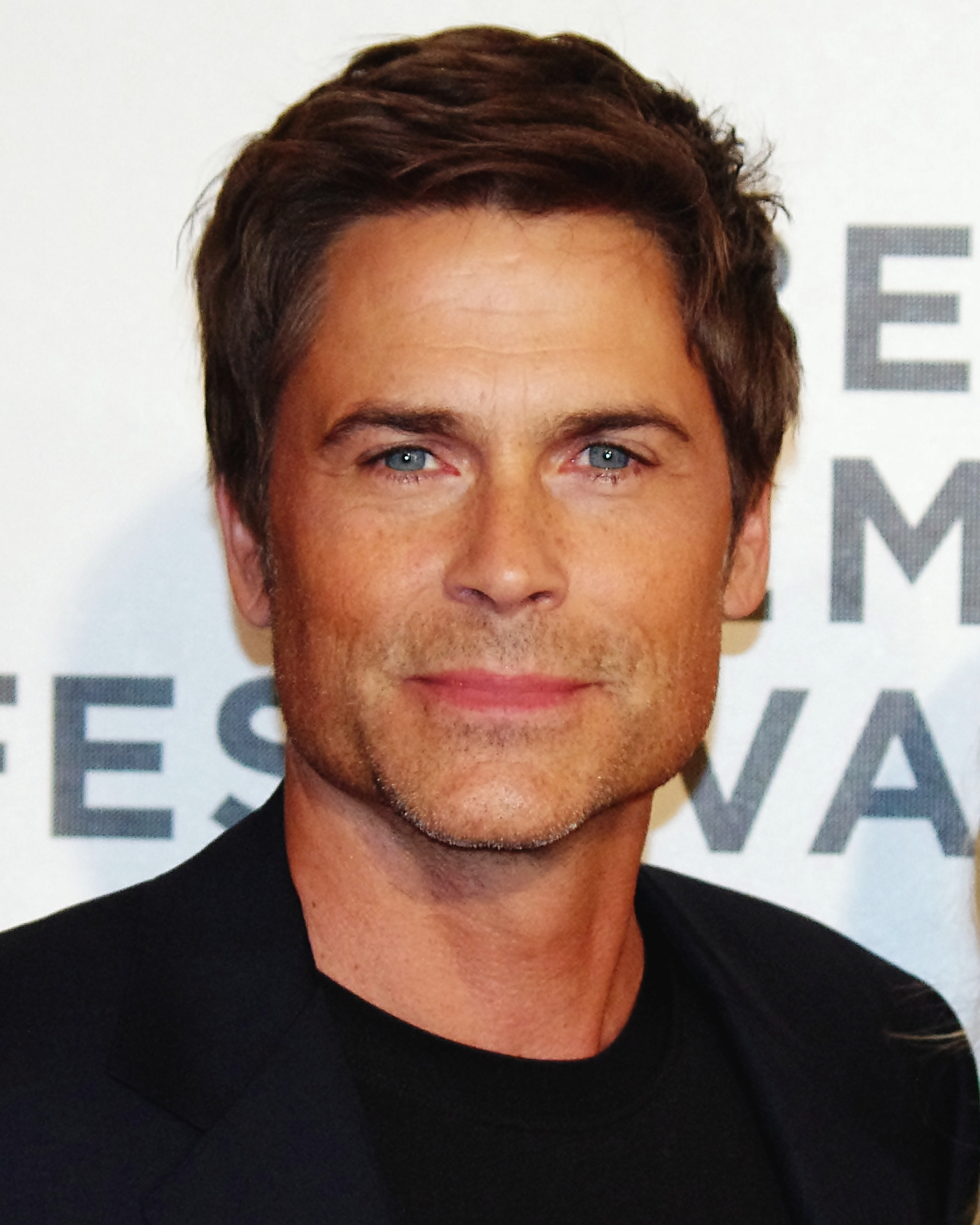
Rob Lowe interprète Owen Strand
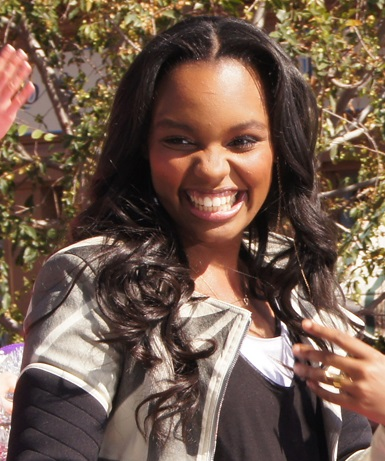
Sierra McClain interprète Grace Ryder
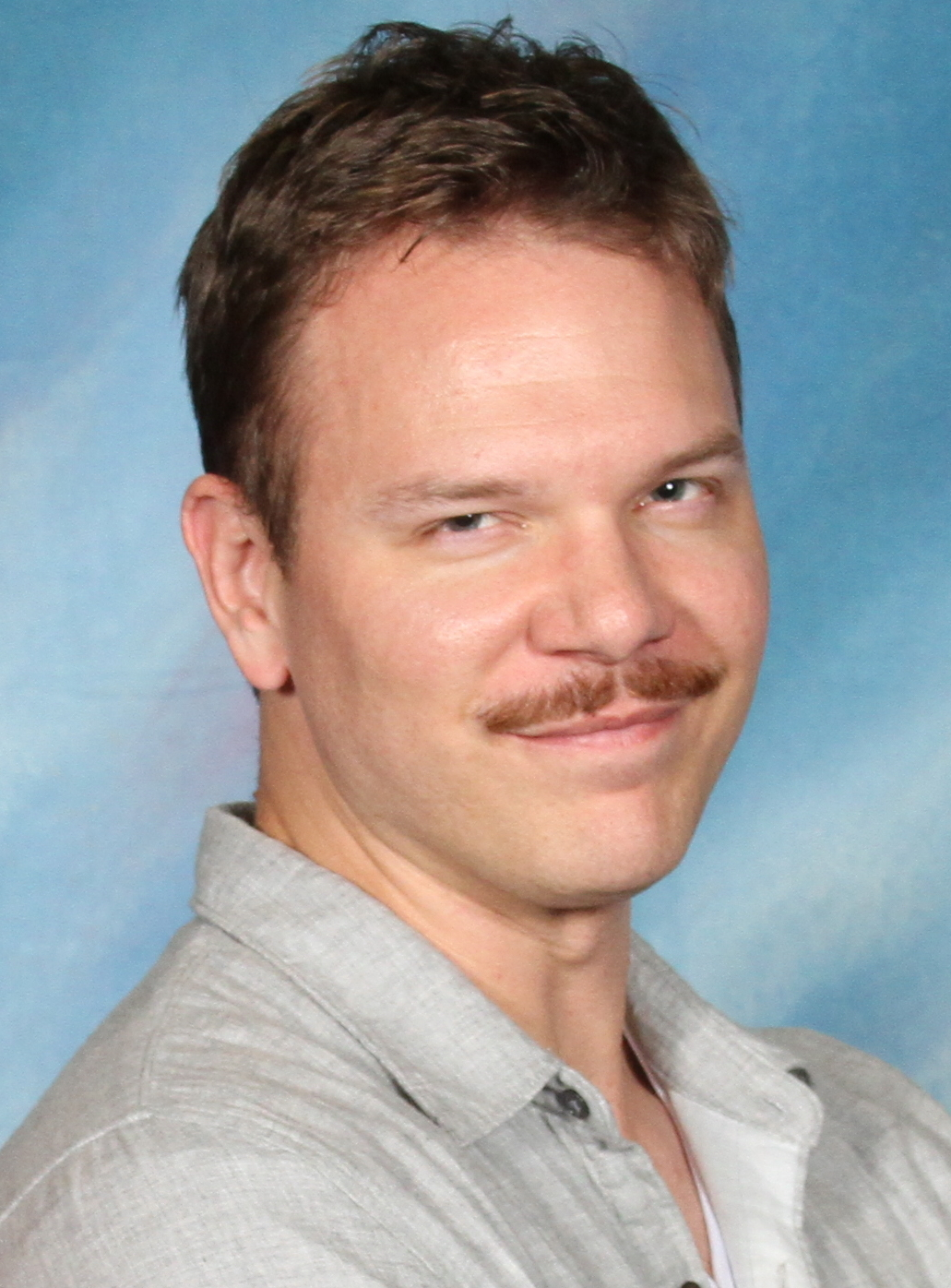
Jim Parrack interprète Judson Ryder
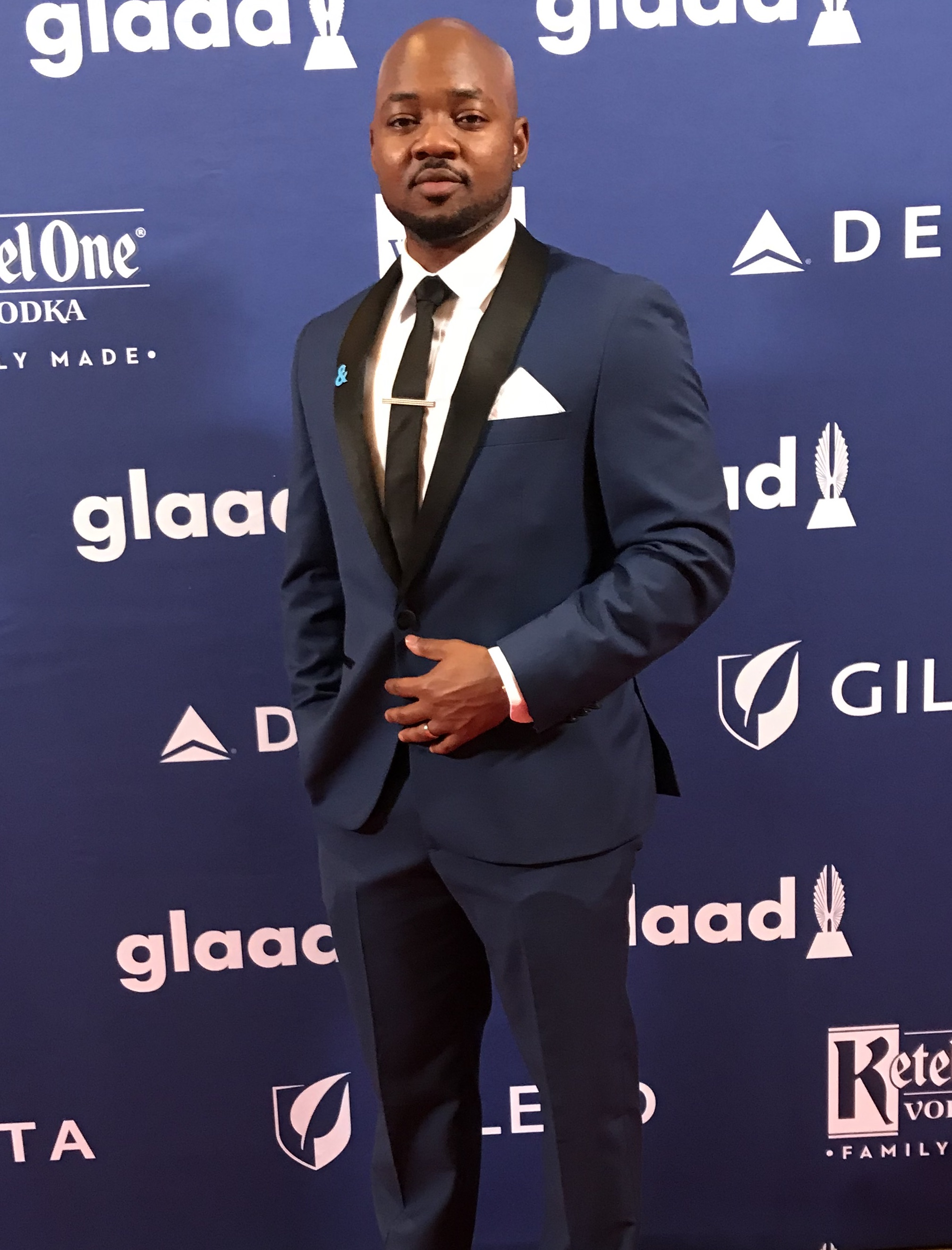
Brian Michael Smith interprète Paul Strickland
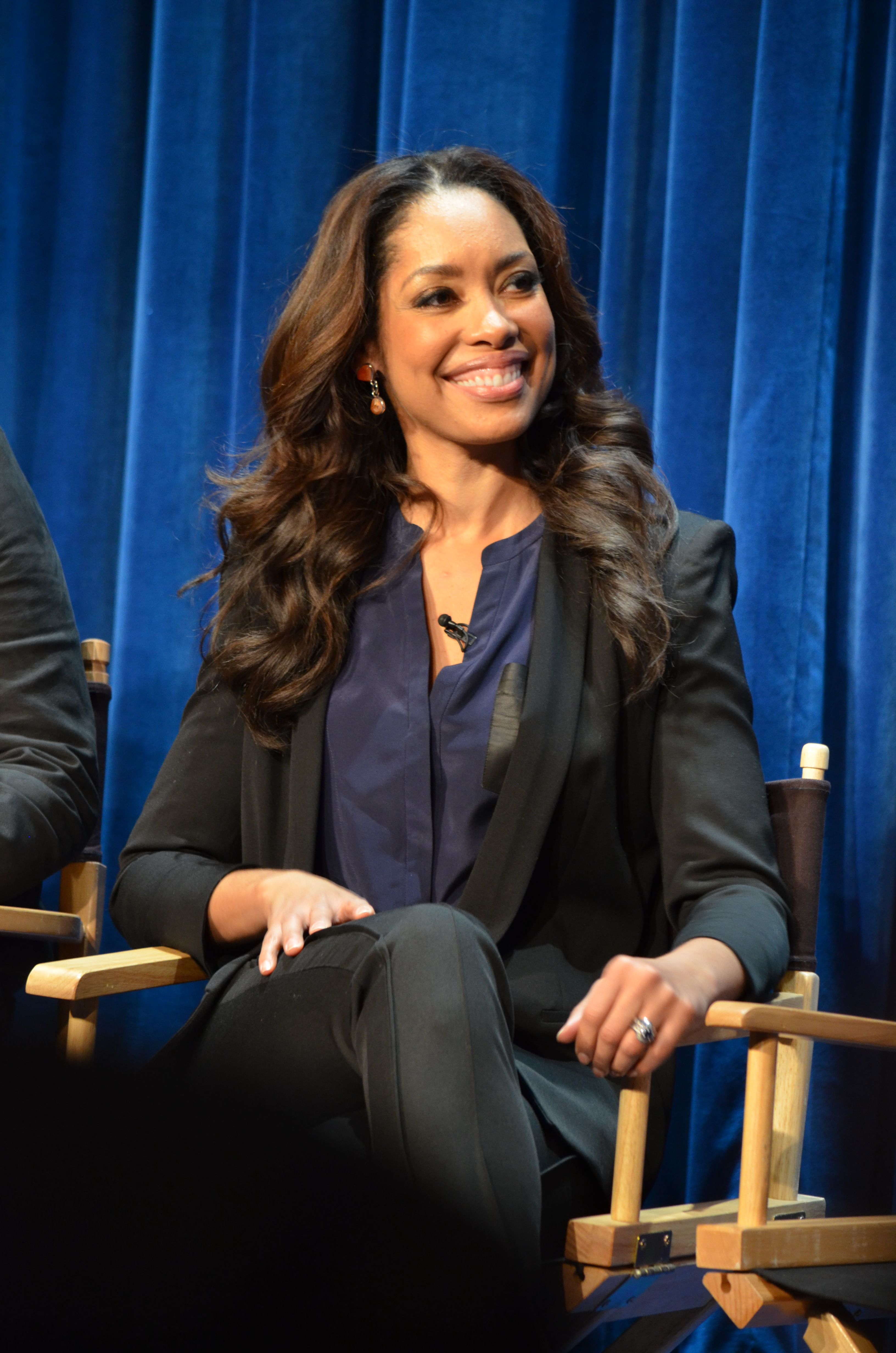
Gina Torres interprète Tommy Vega

### Acteurs récurrents
- D.B. Woodside : Trevor
- Amanda Schull : Agent Spécial Rose Casey
- Lyndsy Fonseca : Iris Blake[3]
- Neal McDonough : Sergent Ty O'Brien
- Ashley Rae Spillers : Lila Gerald
- Jamison Webb : Mitch Gerald
- Michaela McManus : Kendra Harrington
- Benito Martinez : Gabriel Reyes, le père de Carlos
- Roxana Brusso : Andrea Reyes, la mère de Carlos
- Jackson Pace (VF : Garland Le Martelot) : Wyatt Harris

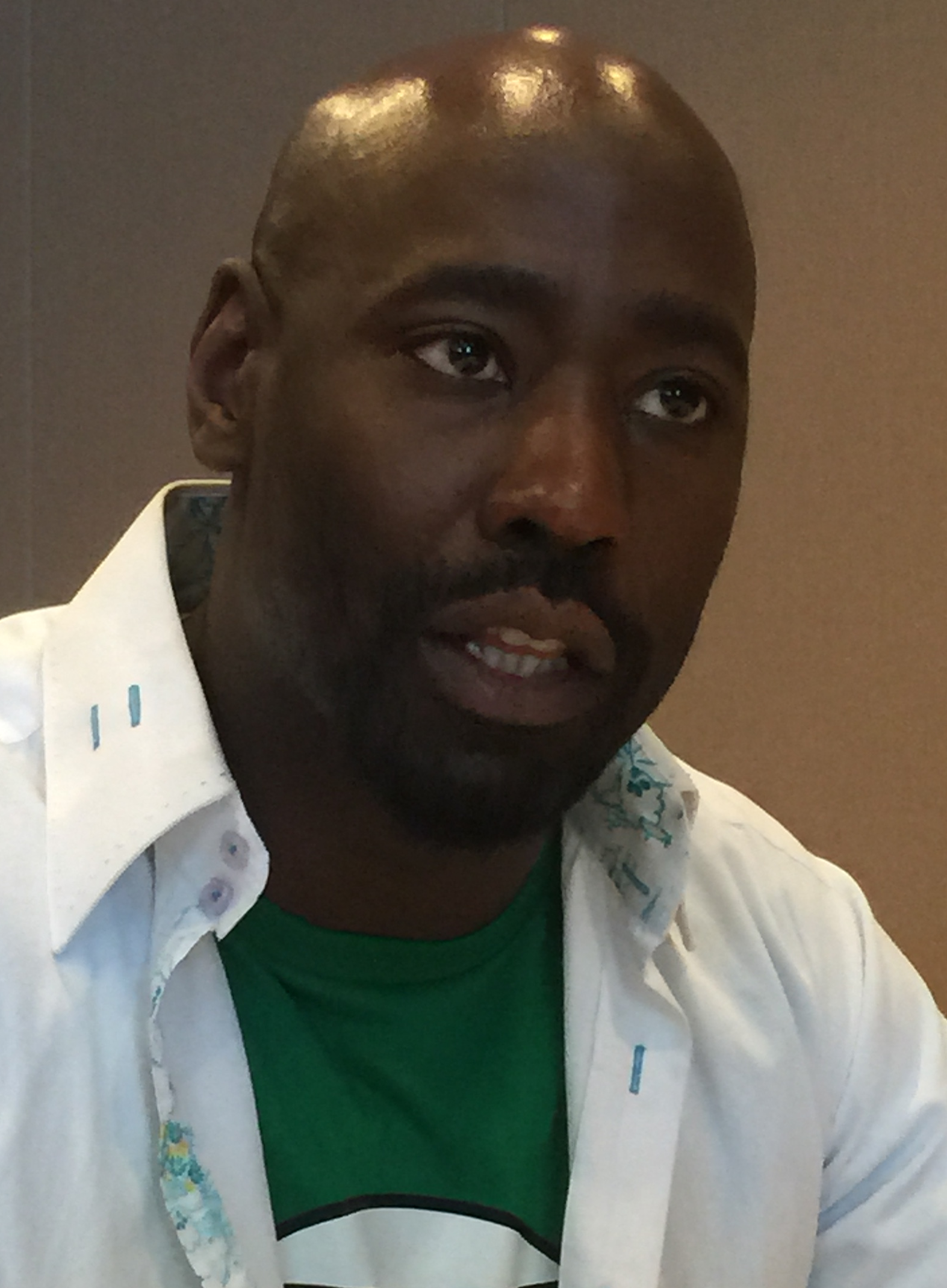
D.B. Woodside interprète Trevor
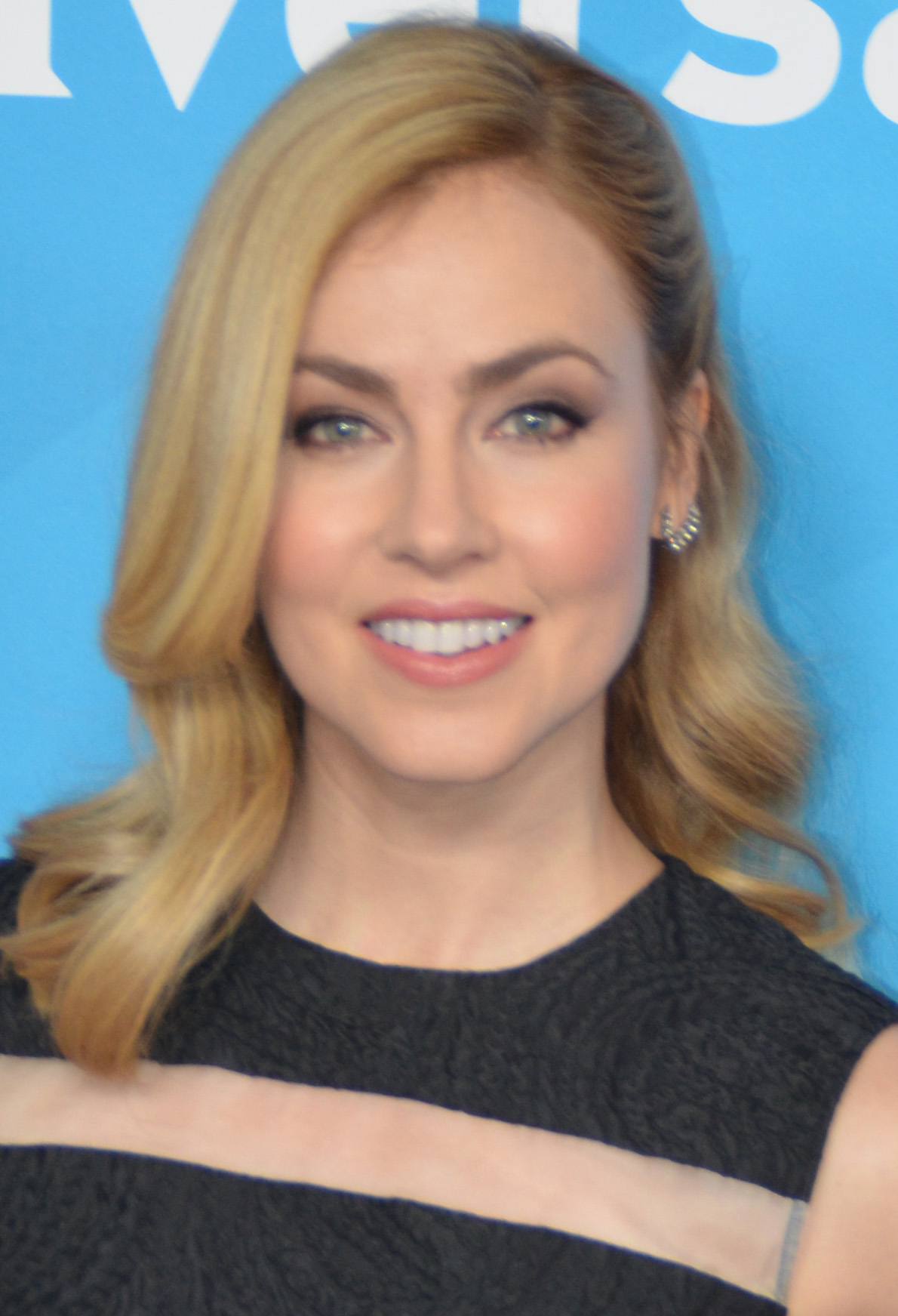
Amanda Schull interprète l'Agent Spécial Rose Casey
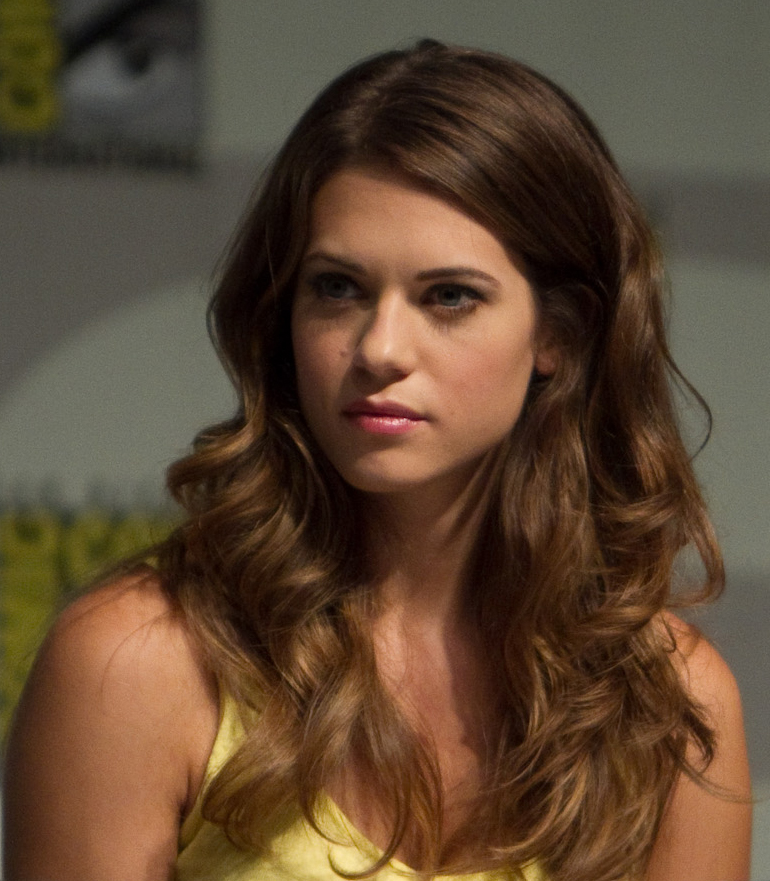
Lyndsy Fonseca interprète Iris Blake
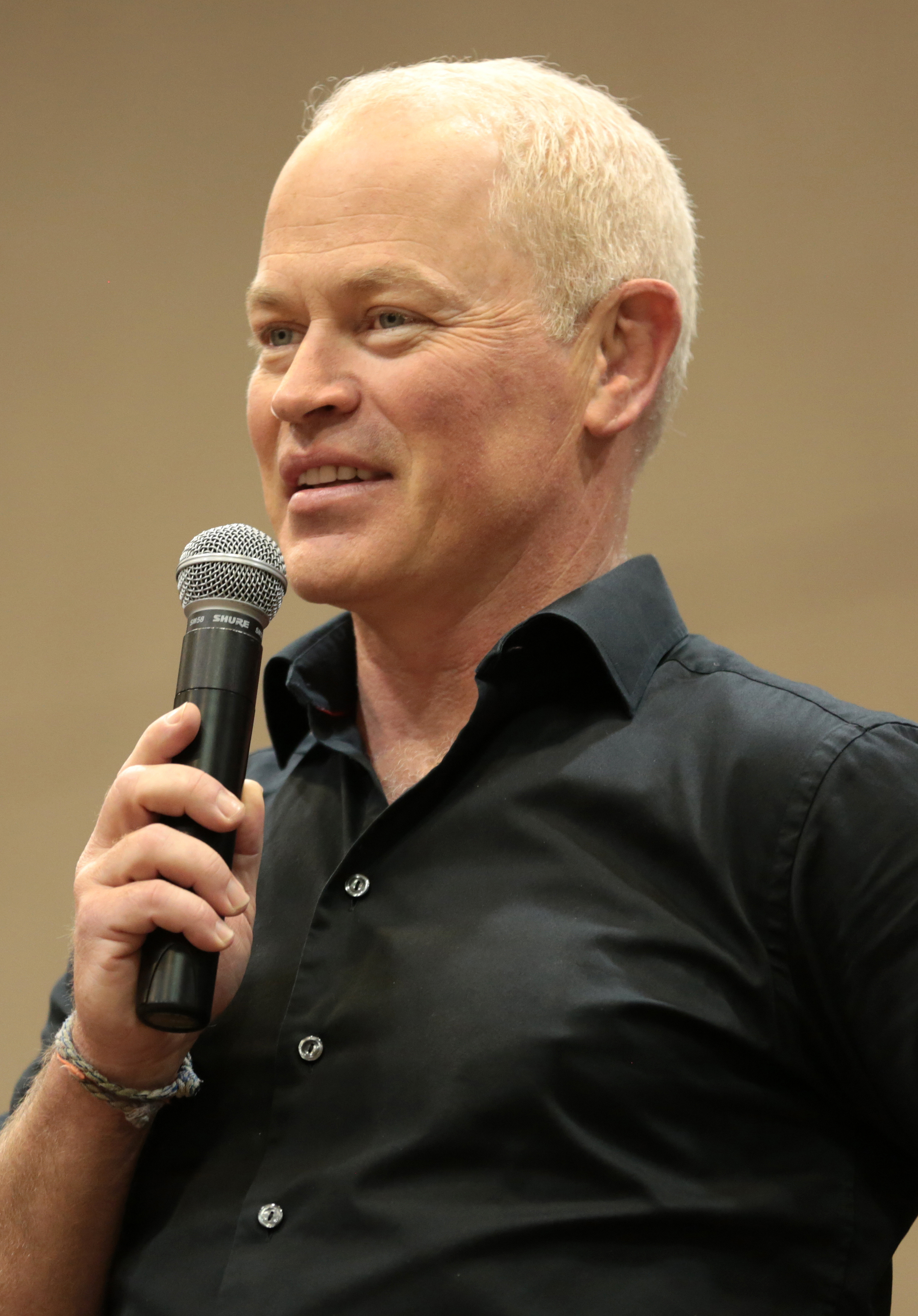
Neal McDonough interprète le Sergent Ty O'Brien
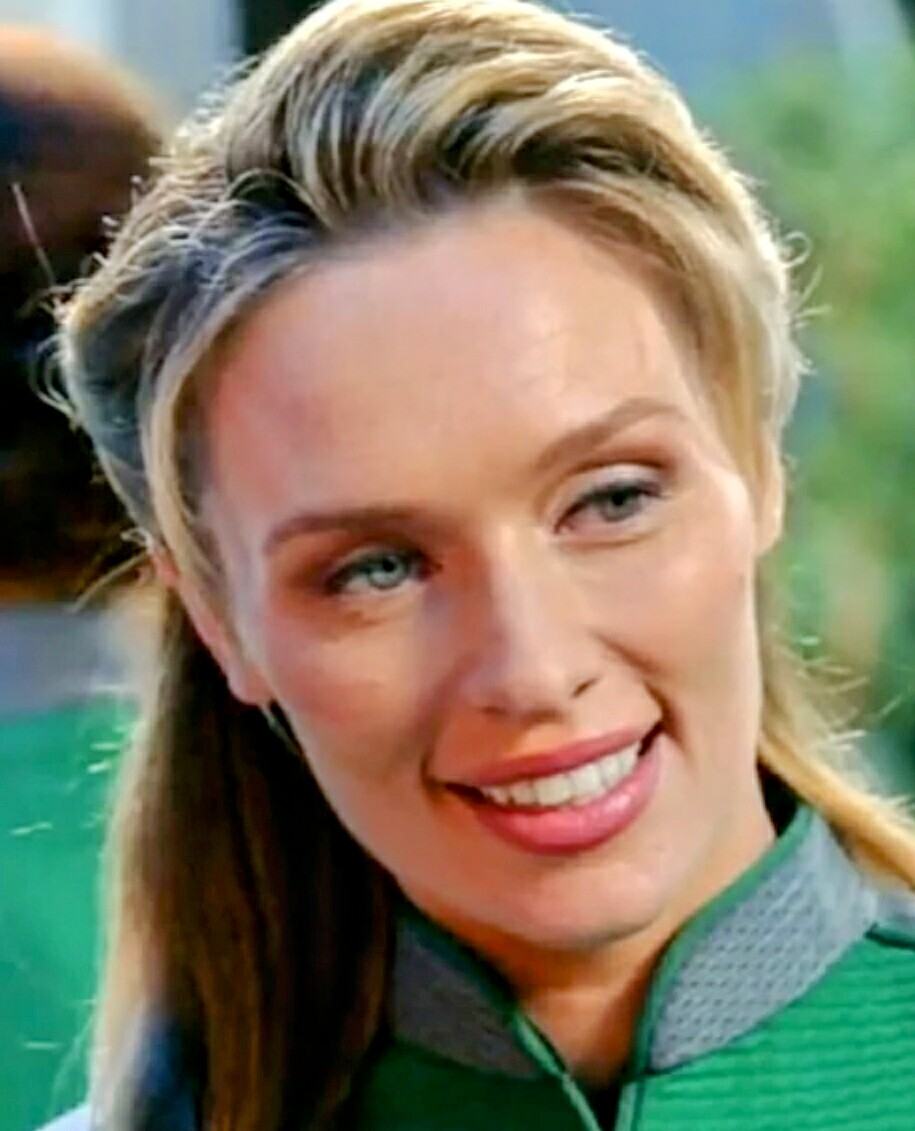
Michaela McManus interprète Kendra Harrington
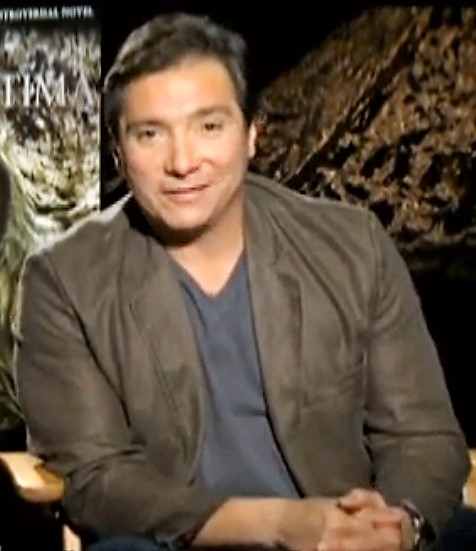
Benito Martinez interprète Gabriel Reyes

### Invités
- William Allen Young (en) (VF : Jean-Paul Pitolin) : Benjamin Williams, le père de Grace
- Barbara Eve Harris : Denice Williams, la mère de Grace
- Tamala Jones (VF : Corinne Wellong) : Sarina Washington
- Lisa Edelstein (VF : Frédérique Tirmont) : Gwyneth « Gwen » Morgan

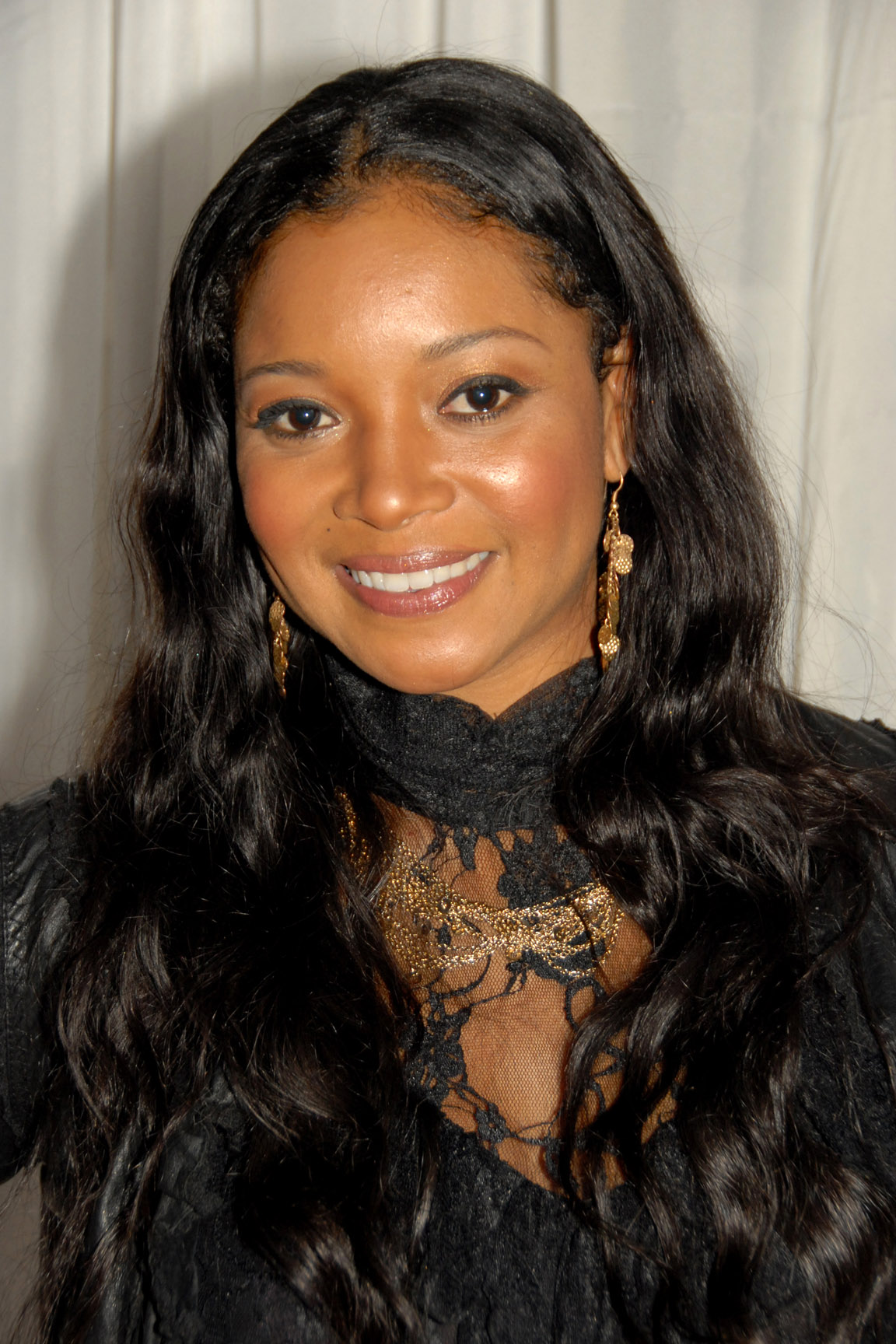
Tamala Jones interprète Sarina Washington
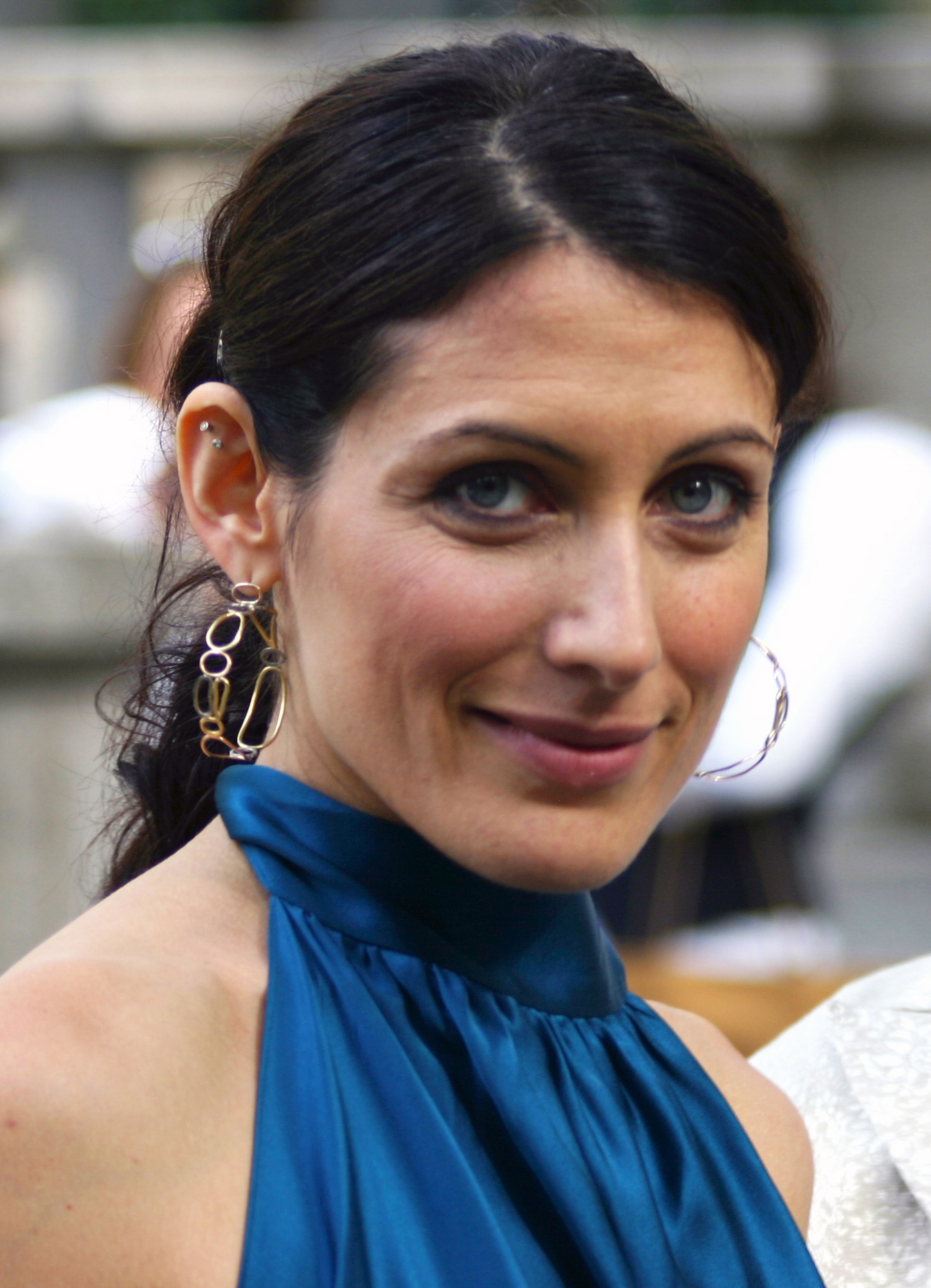
Lisa Edelstein interprète Gwyneth Morgan

## Épisodes

### Épisode 1:Réchauffement ambiant
- États-Unis /  Canada : 24 janvier 2023 sur Fox / CTV
- Suisse : 5 octobre 2023 sur RTS Un
- France :
  - 26 juillet 2023 sur Disney+
  - 4 novembre 2023 sur M6

- États-Unis : 3,92 millions de téléspectateurs (première diffusion)

### Épisode 2:Nouveau désastre
- États-Unis /  Canada : 31 janvier 2023 sur Fox / CTV
- Suisse : 5 octobre 2023 sur RTS Un
- France :
  - 26 juillet 2023 sur Disney+
  - 4 novembre 2023 sur M6

- États-Unis : 4,05 millions de téléspectateurs (première diffusion)

### Épisode 3:Celui qui criait au loup
- États-Unis /  Canada : 7 février 2023 sur Fox / CTV
- Suisse : 12 octobre 2023 sur RTS Un
- France :
  - 26 juillet 2023 sur Disney+
  - 4 novembre 2023 sur M6

- États-Unis : 3,80 millions de téléspectateurs (première diffusion)

### Épisode 4:Abandonné
- États-Unis /  Canada : 14 février 2023 sur Fox / CTV
- Suisse : 12 octobre 2023 sur RTS Un
- France :
  - 26 juillet 2023 sur Disney+
  - 11 novembre 2023 sur M6

- États-Unis : 3,65 millions de téléspectateurs (première diffusion)

### Épisode 5:Ressources humaines
- États-Unis /  Canada : 21 février 2023 sur Fox / CTV
- Suisse : 19 octobre 2023 sur RTS Un
- France :
  - 26 juillet 2023 sur Disney+
  - 11 novembre 2023 sur M6

- États-Unis : 3,54 millions de téléspectateurs (première diffusion)

### Épisode 6:Ceci n'est pas un exercice
- États-Unis /  Canada : 28 février 2023 sur Fox / CTV
- Suisse : 19 octobre 2023 sur RTS Un
- France :
  - 26 juillet 2023 sur Disney+
  - 11 novembre 2023 sur M6

- États-Unis : 3,39 millions de téléspectateurs (première diffusion)

### Épisode 7:Face-à-face
- États-Unis /  Canada : 7 mars 2023 sur Fox / CTV
- Suisse : 26 octobre 2023 sur RTS Un
- France :
  - 26 juillet 2023 sur Disney+
  - 18 novembre 2023 sur M6

- États-Unis : 4,08 millions de téléspectateurs (première diffusion)

### Épisode 8:Maniaques du contrôle
- États-Unis /  Canada : 14 mars 2023 sur Fox / CTV
- Suisse : 26 octobre 2023 sur RTS Un
- France :
  - 26 juillet 2023 sur Disney+
  - 18 novembre 2023 sur M6

- États-Unis : 3,72 millions de téléspectateurs (première diffusion)

### Épisode 9:Morts sur la route
- États-Unis /  Canada : 21 mars 2023 sur Fox / CTV
- Suisse : 2 novembre 2023 sur RTS Un
- France :
  - 26 juillet 2023 sur Disney+
  - 18 novembre 2023 sur M6

- États-Unis : 3,60 millions de téléspectateurs (première diffusion)

### Épisode 10:Vendus
- États-Unis /  Canada : 28 mars 2023 sur Fox / CTV
- Suisse : 2 novembre 2023 sur RTS Un
- France :
  - 26 juillet 2023 sur Disney+
  - 25 novembre 2023 sur M6

- États-Unis : 3,90 millions de téléspectateurs (première diffusion)

### Épisode 11:Deux fois plus d'ennuis
- États-Unis /  Canada : 4 avril 2023 sur Fox / CTV
- Suisse : 19 novembre 2023 sur RTS Un
- France :
  - 26 juillet 2023 sur Disney+
  - 25 novembre 2023 sur M6

- États-Unis : 3,37 millions de téléspectateurs (première diffusion)

### Épisode 12:Au suivant
- États-Unis /  Canada : 11 avril 2023 sur Fox / CTV
- Suisse : 19 novembre 2023 sur RTS Un
- France :
  - 26 juillet 2023 sur Disney+
  - 25 novembre 2023 sur M6

- États-Unis : 3,48 millions de téléspectateurs (première diffusion)

### Épisode 13:Honnêteté
- États-Unis /  Canada : 18 avril 2023 sur Fox / CTV
- Suisse : 19 novembre 2023 sur RTS Un
- France :
  - 26 juillet 2023 sur Disney+
  - 2 décembre 2023 sur M6

- États-Unis : 3,36 millions de téléspectateurs (première diffusion)

### Épisode 14:J'accuse!
- États-Unis /  Canada : 25 avril 2023 sur Fox / CTV
- Suisse : 26 novembre 2023 sur RTS Un
- France :
  - 26 juillet 2023 sur Disney+
  - 2 décembre 2023 sur M6

- États-Unis : 3,35 millions de téléspectateurs (première diffusion)

### Épisode 15:Donneurs
- États-Unis /  Canada : 2 mai 2023 sur Fox / CTV
- Suisse : 26 novembre 2023 sur RTS Un
- France : 26 juillet 2023 sur Disney+

- États-Unis : 3,69 millions de téléspectateurs (première diffusion)

### Épisode 16:Une caserne en guerre
- États-Unis /  Canada : 9 mai 2023 sur Fox / CTV
- Suisse : 26 novembre 2023 sur RTS Un
- France : 26 juillet 2023 sur Disney+

- États-Unis : 3,37 millions de téléspectateurs (première diffusion)

### Épisode 17:Mon père ce héros
- États-Unis /  Canada : 16 mai 2023 sur Fox / CTV
- Suisse : 3 décembre 2023 sur RTS Un
- France : 26 juillet 2023 sur Disney+

- États-Unis : 3,32 millions de téléspectateurs (première diffusion)

### Épisode 18:Dans la santé comme dans la maladie
- États-Unis /  Canada : 16 mai 2023 sur Fox / CTV
- Suisse : 3 décembre 2023 sur RTS Un
- France : 26 juillet 2023 sur Disney+

- États-Unis : 3,32 millions de téléspectateurs (première diffusion)

## Audiences aux États-Unis
| N° d'épisode | Titre original            | Titre français                      | Chaîne | Date de diffusion originale | Audience (en millions de téléspectateurs) | Pdm sur les 18-49 ans |
| ------------ | ------------------------- | ----------------------------------- | ------ | --------------------------- | ----------------------------------------- | --------------------- |
| 1            | The New Hotness           | Réchauffement ambiant               | FOX    | 24 janvier 2023             | 3.92                                      | 0.6                   |
| 2            | The New Hot Mess          | Nouveau désastre                    | FOX    | 31 janvier 2023             | 4.05                                      | 0.5                   |
| 3            | Cry Wolf                  | Celui qui criait au loup            | FOX    | 7 février 2023              | 3.80                                      | 0.5                   |
| 4            | Abandoned                 | Abandonné                           | FOX    | 14 février 2023             | 3.65                                      | 0.5                   |
| 5            | Human Resources           | Ressources humaines                 | FOX    | 21 février 2023             | 3.54                                      | 0.5                   |
| 6            | This Is Not A Drill       | Ceci n'est pas un exercice          | FOX    | 28 février 2023             | 3.39                                      | 0.5                   |
| 7            | Tommy Dearest             | Face-à-face                         | FOX    | 7 mars 2023                 | 4.08                                      | 0.4                   |
| 8            | Control Freaks            | Maniaques du contrôle               | FOX    | 14 mars 2023                | 3.72                                      | 0.5                   |
| 9            | Road Kill                 | Morts sur la route                  | FOX    | 21 mars 2023                | 3.60                                      | 0.4                   |
| 10           | Sellouts                  | Vendus                              | FOX    | 28 mars 2023                | 3.90                                      | 0.5                   |
| 11           | Double Trouble            | Deux fois plus d'ennuis             | FOX    | 4 avril 2023                | 3.37                                      | 0.4                   |
| 12           | Swipe Left                | Au suivant                          | FOX    | 11 avril 2023               | 3.48                                      | 0.4                   |
| 13           | Open                      | Honnêteté                           | FOX    | 18 avril 2023               | 3.36                                      | 0.4                   |
| 14           | Tongues Out               | J'accuse !                          | FOX    | 25 avril 2023               | 3.35                                      | 0.4                   |
| 15           | Donors                    | Donneurs                            | FOX    | 2 mai 2023                  | 3.69                                      | 0.4                   |
| 16           | A House Divided           | Une caserne en guerre               | FOX    | 9 mai 2023                  | 3.37                                      | 0.4                   |
| 17           | Best of Men               | Mon père ce héros                   | FOX    | 16 mai 2023                 | 3.32                                      | 0.4                   |
| 18           | In Sickness and In Health | Dans la santé comme dans la maladie | FOX    | 16 mai 2023                 | 3.32                                      | 0.4                   |